# 로무바 (종교)

리투아니아의 로무바 교회의 공식 상징 깃발.

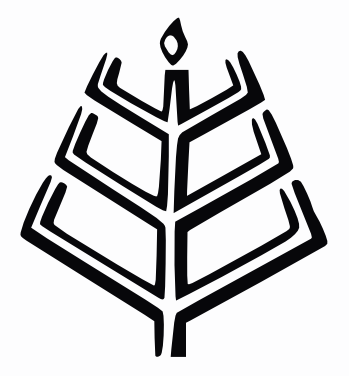
로무바의 상징으로 흔히 사용되는 세계수 아우스트라스 조각 (Austras Koks) ("황혼의 나무") 패턴.

로무바 (Romuva)는 1387년 기독교화 되기 전에 리투아니아인들의 고대 종교 관습으로 되살리고 있는 발트족의 전통 민족 종교의 현대 이교이다. 로무바는 민속과 풍습에서 살아남은 발트 신화의 이교 전통을 계속 이어나가고 있다고 주장한다. 로무바는 자연의 신성함을 주장하고 조상 숭배의 요소가 있는 다신교적 이교 신앙이다. 로무바 신앙을 실천하는 것은 많은 지지자들에게 전통적 예술 형식을 축하하고 발트족 민속학을 전공하며 문화적 자존심의 한 형태로 여겨진다. 이를 위해 전통 공휴일 연습, 발트족 음악 연주, 전통 다이나, 찬송가와 노래, 생태 행동주의와 신성한 장소를 지키는 노래 등을 하고 있다. 해당 공동체는 2014년 krivių krivaitis (대제사장) Jonas Trinkūnas가 사망할 때까지 조직되고 이끌었다.
로무바는 리투아니아에서 일차적으로 존재하지만 호주, 캐나다, 미국 및 영국에는 로무반스 (Romuvans)가 있으며 지지자의 집회도 열리고 있다. 노르웨이에는 공식적인 교회가 조직되었다. 라트비아의 디에브투리바 (Dievturība)를 비롯하여 다른 나라에서 발트해의 이교 신앙을 믿는 신자들이 있다. 2001년 인구 조사에 따르면, 리투아니아에는 발트 신앙을 믿는 이들이 1,270명이 이었으나 숫자는 2011년 인구 조사에서 5,118명으로 증가했다.

## 같이 보기
- 발트 신이교
- 리투아니아 신화
- 디에브투리바